# Vijaya di Sri Lanka
Vijaya (Singalese: විජය කුමරු; 543 a.C. – 504 a.C.) è stato il primo sovrano indo-ariano della mitica fortezza di Lanka situata nell'isola di Sri Lanka.
Secondo il Mahamvasa, sua nonna Suppadevi era figlia del re di Vanga (Bengala) e fuggì dalla sua terra per raggiungere la regione di Lala o Lada, la moderna Gujarat, dove si unì con un leone (sinha, pronuncia singh), da cui si dice venga l'altro nome di Lanka, Sinhala. 
All'età di sedici anni, suo figlio Sinhabahu venne eletto nuovo re di Vanga dopo aver ucciso suo padre, ma Sinhabahu lasciò Vanga e fondò la nuova città di Sinhapura nella sua terra natale Lada. 
Suo figlio il principe Vijaya e i suoi compagni erano così irrispettosi e incoscienti che a causa delle loro malefatte furono cacciati dalla città.
Così il principe prese il mare e sbarcò a Supparaka, un famoso porto sulla costa ovest dell'India (noto come Sopara, a nord di Mumbai) e giunse a Tambapanni. Si dice che il principe giungesse a Tambapanni il giorno in cui morì Buddha. La terra di Tambapanni era abitata da Yakka (demoni) e la loro regina Kuveni fece prigionieri i compagni del principe, ma fu convinta da questi a liberarli. Ella divenne così la sua amante e lo aiutò nello sterminio dei suoi seguaci demoni, la cui città principale era Sirivatthu. Per diventare Re a tutti gli effetti, dovette ripudiare Kuveni e sposare una donna appartenente alla casta kṣatriya (guerrieri/sovrani).